# Mimi Jakobsen
Mimi Vibeke Jakobsen (* 19. November 1948 in Kopenhagen) ist eine dänische Politikerin. Sie hatte mehrere Ministerposten inne und war Vorsitzende der Centrum-Demokraterne.

## Herkunft und Familie
Jakobsens Vater war Erhard Jakobsen (1917–2001), Bürgermeister der Gladsaxe Kommune; ihre Mutter war Kate Tove Jakobsen, geb. Larsson (1915–2003). Mimi Jakobsen heiratete am 6. Juni 1981 den Stadtbibliothekar Svend Horneman Stilling (* 1936); die Ehe, aus der sie den Sohn Christian (* 1982) hat, wurde geschieden. 1988 heiratete sie den Rundfunk-Moderator Bengt Burg (* 1945), mit dem sie den Sohn Rasmus (* 1989) hat und von dem sie sich 2000 scheiden ließ. 2008 heiratete sie den Leibgarde-Offizier Mogens Lund Jensen.

## Leben
1954 bis 1964 ging Jakobsen auf die Volksschule; 1967 legte sie am Gladsaxe Gymnasium ihr Abitur ab. Sie studierte Sprache an der Universität Kopenhagen und arbeitete als universitäre Assistentin beim Institut für Phonetik und germanische Philologie. Da ihr Vater Mitgründer der Centrum-Demokraterne und zu dieser Zeit Vorsitzender der Partei war, ging sie in die Politik. Für die Centrum-Demokraterne war sie von 1974 bis 1982 Mitglied des Gladsaxer Gemeinderates. 1974 wurde sie von der Partei für den Kreis Nykøbing-Falster aufgestellt und ins Folketing gewählt; 1979 würde sie für den Kreis Gladsaxe ins Parlament gewählt. Mit der Bildung der Regierung Schlüter I unter Poul Schlüter übernahm Jakobsen das Kulturministerium. Am 12. März 1986 gab sie den Posten an Hans Peter Clausen und übernahm das Sozialministerium von Elsebeth Kock-Petersen; am 1. September 1987 übernahm sie zusätzlich das Grönlandministerium, das mit dem Ende der Regierung abgeschafft wurde. In der folgenden Regierung Schlüter II behielt sie das Sozialministerium. 1988 bis 1991 war sie verwaltende Direktorin der Scleroseforeningen. 1989 wurde sie Vorsitzende der Centrum-Demokraterne, wobei sie das Amt von ihrem Vater übernahm. In der Regierung Poul Nyrup Rasmussen I war sie Koordinationsministerin und stellvertretende Ministerpräsidentin. Am 28. Januar 1994 erhielt sie zusätzlich das Industrieministerium, wobei am 8. Februar des Jahres beide Ministerien zusammengelegt wurden. In der nachfolgenden Regierung Poul Nyrup Rasmussen II übernahm Jakobsen das Ministerium für Handel und Industrie. 2000 wurde sie Generalsekretärin von Red Barnet.
Mit der Folketingswahl 2001 fielen die Centrum-Demokraterne unter die Zwei-Prozent-Hürde und Jakobsen verlor ihren Folketingssitz. Auf dem Parteitag 2005 stellte sie ihren Posten zur Verfügung und schloss sich 2006 den Socialdemokraterne an. 2008 lösten sich die Centrum-Demokraterne auf.

## Auszeichnungen
- 1984: Kommandeurin II. Klasse des Dannebrogordens[1]
- 1997: Kommandeurin I. Klasse des Dannebrogordens[1]

## Schriften
- Politik i virkeligheden (1993)[1]

## Endnoten
1. 1 2 3 4 5 6  Helge Larsen: Mimi Jakobsen. In: Svend Cedergreen Bech, Svend Dahl (Hrsg.): Dansk biografisk leksikon. Begründet von Carl Frederik Bricka, fortgesetzt von Povl Engelstoft. 3. Auflage. Band 7: Høeg–Kjoerholm. Gyldendal, Kopenhagen 1981, ISBN 87-01-77422-0 (dänisch, biografiskleksikon.lex.dk).
2. ↑  Dansk Kvindebiografisk Leksikon: Mimi Jakobsen (1948–), abgerufen am 19. März 2019.

| Personendaten    | Personendaten                                              |
| ---------------- | ---------------------------------------------------------- |
| NAME             | Jakobsen, Mimi                                             |
| ALTERNATIVNAMEN  | Jakobsen, Mimi Vibeke (vollständiger Name)                 |
| KURZBESCHREIBUNG | dänische Politikerin, Folketingsabgeordnete und Ministerin |
| GEBURTSDATUM     | 19. November 1948                                          |
| GEBURTSORT       | Kopenhagen                                                 |